# Marjory Stoneman Douglas
Marjory Stoneman Douglas (ur. 7 kwietnia 1890 r. w Minneapolis, zm. 14 maja 1998 r. w Coconut Grove) – amerykańska dziennikarka i działaczka społeczna na rzecz ochrony środowiska.

## Życiorys
Urodziła się 7 kwietnia 1890 r. w Minneapolis jako córka skrzypaczki Florence Lillian Trefethen Stoneman i sędziego oraz wydawcy prasowego Franka Bryanta Stonemana. Po rozwodzie rodziców, do którego doszło, gdy miała 6 lat, zamieszkała z matką w Taunton. Po ukończeniu szkoły średniej w 1908 r. podjęła naukę w Wellesley College, gdzie studiowała literaturę angielską. W uznaniu wyników została wybrana jako mówca podczas rozdania dyplomów w 1912 r. Po zakończeniu edukacji zamieszkała w Newark, gdzie poznała dziennikarza Kennetha Douglasa, z którym po kilku miesiącach wzięła ślub. Szybko odeszła jednak od męża, który podrabiał czeki bankowe i nadużywał alkoholu.
W 1915 r. zamieszkała w Miami, gdzie w 1908 r. jej ojciec założył Miami News Record (od 1910 r. Miami Herald). W gazecie ojca zaczęła pracę jako reporterka od spraw społecznych i wydawczyni. Po wybuchu I wojny światowej wstąpiła do rezerwy Marynarki Wojennej jako pierwsza kobieta z Florydy i stacjonowała w Miami. Po roku opuściła szeregi floty i wstąpiła do Amerykańskiego Czerwonego Krzyża i jako jego wolontariuszka wyjechała do Europy. Po powrocie z Europy wróciła do pracy w Miami Herald, jako asystentka wydawcy. Część jej artykułów była poświęcona skutkom gwałtownego rozwoju urbanistycznego. Wspierała również walkę o równouprawnienie kobiet i o równouprawnienie rasowe. Dopiero w tym okresie uzyskała rozwód, choć pozostała przy nazwisku Douglas. Z redakcji odeszła w 1923 r. po zdiagnozowaniu choroby neurologicznej. Od tej pory pisała jako dziennikarka niezależna, a ponadto tworzyła opowiadania. Publikowała m.in. w The Saturday Evening Post, Collier’s i Woman’s Home Companion. W 1928 r. zajęła drugie miejsce w prestiżowym konkursie opowiadań O. Henry Memorial Prize. Ponadto wykładała na University of Miami w latach 1925-1929 i należała do kolegium redakcyjnego University of Miami Press.
Była jedną z pierwszych osób działających na rzecz ochrony pobliskich Everglades i promowała pojawiającą się wówczas ideę stworzenia tam parku narodowego; zasiadała też w komitecie na rzecz jego utworzenia. Ostatecznie Kongres USA utworzył park w 1934 r., ale ponad 10 lat zajęło zabezpieczenie funduszy i praw własności gruntów. W 1942 r. Hervey Allen zaprosił ją do włączenia się w projekt książek o rzekach Ameryki. Douglas zamiast o rzece Miami, poprosiła o możliwość napisania o regionie Everglades i po 5 latach kwerendy Douglas ukończyła River of Grass, którą wydano w 1947 roku. W tym samym roku otwarto dla publiczności Park Narodowy Everglades. Książka ta szybko stała się bestsellerem i zmieniła percepcję Everglades, uznawanego do tej pory za bezwartościowy obszar wymagający osuszenia i zabudowania.
W dalszych latach nadal walczyła o ochronę środowiska, np. krytykowała inwestycje regulacyjne wód, które chroniły głównie nowe inwestycje przed powodziami, zaburzając obieg wody w przyrodzie i niszcząc obszary podmokłe. W 1969 r. była wśród założycieli Friends of the Everglades i została pierwszą przewodniczącą tej organizacji. Pomimo nasilających się problemów ze wzrokiem, które ostatecznie doprowadziły ją do ślepoty, Douglas podróżowała po Florydzie z serią przemów, podczas których sprzeciwiała się budowie nowego lotniska. Dzięki temu zostało ono zbudowane w bardziej neutralnym miejscu. W 1975 i 1976 r. Florida Audobon Society i Florida Wildlife Federation przyznały jej tytuł obrońcy środowiska roku. W 1977 r. otrzymała Wellesley College Alumnae Achievement Award. Kongres uchwalił również Marjory Stoneman Douglas Everglades Protection Act (1991), który miał na celu dalszą ochronę wód. Sama Douglas krytykowała to prawo jako nieefektywne. W 1993 r. Bill Clinton odznaczył ją Prezydenckim Medalem Wolności. Siedziba Florida’s Department of Environmental Protection znajduje się w budynku jej imienia. Ponadto została patronką szkół i parków w stanie Floryda.
Była autorką książek, m.in. wydanej w 1987 r. autobiografii Voice of the River.
Zmarła we własnym domu w Coconut Grove 14 maja 1998 r., a jej prochy rozsypano w Everglades.